# Itancourt
Itancourt település Franciaországban, Aisne megyében. Lakosainak száma 999 fő (2022. január 1.). Itancourt Berthenicourt, Mézières-sur-Oise, Neuville-Saint-Amand, Sissy és Urvillers községekkel határos.

## Népesség
A település népességének változása:
| Lakosok száma | 566  | 751  | 998  | 1111 | 1070 | 1037 | 1031 | 1015 | 1007 | 999  |
|               | 1968 | 1982 | 1990 | 2006 | 2013 | 2015 | 2017 | 2019 | 2020 | 2022 |